# Флорида (футбольный клуб)
«Флорида» — футбольный клуб из Одессы, основанный в 1913 году по личному поручительству Павла Антоновича Патрона, хотя в чемпионате ОФЛ команда дебютировала в 1912 году.
Учредители: преподаватель гимназии Павел Патрон, сын потомственного почётного гражданина Виктор Болгаров, провизор Эдуард Вебер, великобританско-подданный Вильям Каруана, греческо-подданный Михаил Мангель (он же — де-Манжель) и Варшавский мещанин Александр Рихтер.
Интересно, что первоначально Присутствие в составе И.Д. Одесского Градоначальника В.Ф. Ильина, управляющего Одесской Главной Складочной Таможней П.С. Грицай, председатель Одесского коммерческого суда М.О. Лузанов и товарищ Прокурора Одесского окружного суда И.К. Тодорович отказало в регистрации кружка формулировкой: «В нотариальном засвидетельствовании не содержится точного и ясного удостоверения факта наличности у просителей законной правоспособности». Первое прошение о регистрации проекта Устава было подано 6 (19) апреля 1913 года и, помимо перечисленных выше учредителей, за исключением Патрона, Болгарова и Вебера, в нём участвовали делопроизводитель 14-го Стрелкового полка Коллежский регистратор Фёдор Фёдоров, одесский купеческий сын Александр Ремер, И.Д. переводчика при Одесской таможне Коллежский регистратор Сергей Дёмкин и Одесский мещанин Иван Дёмкин.
Кружок культивировал футбол, хоккей, лаун-теннис, лёгкую атлетику, гимнастические упражнения, коньки и лыжи.
Членами кружка могли быть все желающие, кроме несовершеннолетних учащихся средней и низшей школ, а также состоящих на действительной службе нижних чинов, юнкеров и профессионалов-футболистов, игравших за команду клуба в чемпионате ОФЛ.

## Достижения
- Обладатель Кубка Герда 1916
- Обладатель Кубка Окша-Оржеховского 1914

## Статистика выступлений

### Одесская футбольная лига
| Сезон   | Категория (лига) | И  | В | Н | П  | Мячи  | О  | Место | Трофей             |
| ------- | ---------------- | -- | - | - | -- | ----- | -- | ----- | ------------------ |
| 1912/13 | 1 категория      | 14 | 7 | 0 | 7  | 19-29 | 14 | 4     |                    |
| 1912/13 | 2 категория      | 14 | 2 | 3 | 9  | 10-22 | 7  | 7     |                    |
| 1913/14 | 1 категория      | 14 | 2 | 2 | 10 | 8-34  | 6  | 7     |                    |
| 1913/14 | 2 категория      | 14 |   |   |    |       |    | 7     |                    |
| 1913/14 | 3 категория      | 10 |   |   |    |       |    | 1     | Кубок Оржеховского |
| 1914/15 | 1 категория      | 16 | 4 | 1 | 11 |       | 9  | 7     |                    |
| 1914/15 | 2 категория      | 16 |   |   |    |       |    | 7     |                    |
| 1914/15 | 3 категория      | 12 |   |   |    |       |    | 5     |                    |
| 1915/16 | 1 категория      | 10 | 3 | 3 | 4  | 11-15 | 9  | 3     |                    |
| 1915/16 | 2 категория      | 10 | 7 | 2 | 1  | 30-7  | 16 | 1     | Кубок Герда        |
| 1915/16 | 3 категория      | 6  | 3 | 0 | 3  | 6-12  | 6  | 3     |                    |
| 1916/17 | 1 категория      | 10 |   |   |    |       | 4  | 4     |                    |
| 1916/17 | 2 категория      | 10 | 0 | 0 | 10 |       | 0  | 5     |                    |
| 1916/17 | 3 категория      | 6  | 2 | 2 | 0  |       | 4  | 3     |                    |
| 1917/18 | 1 категория      | 2  | 0 | 0 | 2  | 0-10  | 1  | 4     | сезон недоигран    |
| 1917/18 | 2 категория      | 3  | 0 | 1 | 2  | 7-9   | 1  | 4     | сыгран 1 круг      |
| 1917/18 | 3 категория      | 3  | 1 | 0 | 2  | 4-14  | 2  | 3     | сыгран 1 круг      |
| 1918/19 | 1 категория      |    |   |   |    |       |    |       |                    |

«Флорида» в сезоне-1917/18